# Вайнонна Джадд
Вайнонна Еллен Джадд (англ. Wynonna Ellen Judd), уроджена Крістіна Клер Чімінелла (англ. Christina Claire Ciminella; нар. 30 травня 1964, Ашленд, Кентуккі, США) — американська кантрі-співачка. Всі її сольні альбоми та сингли зараховані за нею під авторством одиночного імені Вайнонна. Вперше отримала популярність у 1980-х роках разом із матір'ю Наомі у кантрі-дует-гурті The Judds. Вони випустили сім студійних альбомів та 26 синглів під лейблом Curb Records; 14 із цих синглів досягли першого місця на кантрі-чарті США.
Дует The Judds розпався у 1991 і Вайнонна почала сольну кар'єру, продовживши співпрацювати із Curb. Співачка випустила вісім сольних студійних альбомів, концертний альбом, різдвяний альбом, два збірники та більше ніж 20 синглів. Її першими сольними синглами стали пісні «She Is His Only Need», «I Saw the Light» та «No One Else on Earth». Всі три пісні досягли першого місця американського кантрі-чарту, а опісля теж саме зробили її сингли «Only Love» (1993) та «To Be Loved by You» (1996). Три платівки Вайнонни отримали платинові сертифікації від американської компанії RIAA.

## Життєпис

### Раннє життя
Крістіна Клер Чімінелла народилася 30 травня 1964 в Ашленді штату Кентуккі, США.

## Дискографія
Студійні альбоми
- 1992: Wynonna
- 1993: Tell Me Why
- 1996: Revelations
- 1997: The Other Side
- 2000: New Day Dawning
- 2003: What the World Needs Now is Love
- 2009: Sing: Chapter 1
- 2016: Wynonna & the Big Noise

Збірники
- 1997: Collection
- 2005: Her Story: Scenes from a Lifetime
- 2010: Love Heals

Різдвяні альбоми
- 2006: A Classic Christmas

Саундтреки
- 1996: The Associate

## Нагороди та номінації
- 1992 Billboard|Country Single (No One Else On Earth) Award
- 1992 Billboard|Best New Country Artist Award
- 1992 NARM|Best Selling Country Female Award
- 1992 Country Music Association	Female Vocalist Nomination
- 1992 Country Music Association	Best Album Nomination
- 1992 Country Music Association	Best Duo (with Clint Black)Nomination
- 1993 Academy of Country Music Top Female Vocalist Nomination
- 1993 Academy of Country Music Album Of The Year Nomination
- 1993 Grammy|Best Performance/Female/Country Nomination
- 1993 Grammy|Best Country Song (She is His Only Need) Nomination
- 1993 Playboy|Concert of the Year (Black and Wy) Award
- 1994 Academy of Country Music Top Female Artist Award
- 1994 Grammy|Best Performance/Female/Country Nomination
- 1994 Grammy|Best Vocal Collaboration (Clint Black) Nomination
- 1994 Country Music Association	Female Vocalist of the Year Nomination
- 1996 Performance Magazine|Top Country Act Nomination
- 1997 American Music Awards|Favorite Female/Country Nomination
- 1997 Blockbuster Entertainment|Top Female/Country Nomination
- 2003 Academy of Country Music|Humanitarian of the Year Nomination
- 2005 Gospel Music Association|Favorite Country Recorded Song Nomination